# Daryn Tufts
Daryn Tufts est un acteur, scénariste, producteur de cinéma et réalisateur né le 1er avril 1973 à Arcadia (États-Unis).

## Filmographie

### Comme acteur
- 2002 : The Singles Ward
- 2003 : The R.M.
- 2004 : The Home Teachers
- 2006 : Church Ball
- 2006 : Stalking Santa
- 2007 : The Singles 2nd Ward
- 2010 : My Girlfriend's Boyfriend

### Comme scénariste
- 2005 : American Mormon
- 2006 : Stalking Santa
- 2006 : American Mormon in Europe
- 2010 : My Girlfriend's Boyfriend
- 2014 : La Légende de l'or perdu (K-9 Adventures: Legend of the Lost Gold) (TV)

### Comme producteur
- 2005 : American Mormon
- 2006 : Stalking Santa
- 2006 : American Mormon in Europe

### Comme réalisateur
- 2010 : My Girlfriend's Boyfriend